# 2831 Stevin
2831 Stevin (1930 SZ) là một tiểu hành tinh vành đai chính được phát hiện ngày 17 tháng 9 năm 1930 bởi H. van Gent ở Johannesburg (LS).